# عبد الله الفياض
عبد الله الفياض (1917-1983)، كاتب ومؤرخ وأستاذ جامعي عراقي، اهتم بمنهج دراسة التاريخ الإسلامي، وشغل عدة مناصب في التعليم ومنها معاوناً لعميد كلية أصول الدين في بغداد، وشغل كذلك منصب عميد الكلية وكالة حتى استقال من الوظيفة في 31 آذار 1973.

## سيرته
ولد عبد الله الفياض في قرية الضمينية بقضاء الرفاعي في لواء المنتفك (الناصرية) سنة 1917، وهو عبد الله ابن السيد دخيل بن طاهر ووالده من رجالات ثورة العشرين في العراق ضد الاحتلال البريطاني.
أكمل الفياض دراسته الابتدائية والمتوسطة في قضاء الرفاعي، ثـم سافر إلى النجف ودخل المدرسة الثانوية وبعد تخرجه فيها التحق بدار المعلمين العالية ببغداد وحصل على شهادة بالعلوم الاجتماعية سنة 1944، وكانت أطروحته حول نكبة البرامكة.
بعد التخرج عين الفياض مدرساً لمادة العلوم الاجتماعية في ثانوية الناصرية، وانتقل بعدها إلى بغداد، وصار بعدها مدرساً في المتوسطة الغربية، وخلال عمله مدرساً، التحق بكلية الحقوق المسائية ببغداد وحصل على شهادتها سنة 1950، ثم نال منحة فولبرايت التي خصصتها حكومة الولايات المتحدة آنذاك لجماعة من الطلبـة العراقيين للدراسة في الجامعة الأميركية ببيروت حيث درس التاريخ وحصل على شهادة ماجستير في سنة 1954، وكانت رسالته بعنوان «الثورة العراقية الكبرى 1920»، وبإشراف الأستاذ نقولا زيادة، وعاد إلى العراق فعيّن مدرساً في دار المعلمين العالية، واستمر كذلك حتى سنة 1956، وبعدها حصل على بعثة دراسية فدرس في جامعة مشيغان وحصل على شهادة ماجستير وبعد عودته إلى العراق سنة 1960 رجع لمزاولة التدريس في قسم التاريخ بكلية التربية، وفي 28 حزيران 1964 حصل على إجازة دراسية لمدة سنة، ليلتحق بالجامعة الأميركية في بيروت ويكمل دراسته وحصل على شهادة دكتوراه في التاريخ الإسلامي سنة 1966، وكان عنوان أطروحته «تاريخ التربية عند الإمامية بين عصري الامام الصادق والشيخ الطوسي».
وبعد رجوعهِ للعراق شغل عدة مناصب في التربية والتعليم حتى استقال من الوظيفة في 31 آذار 1973.

## أهم مؤلفاته
ألف الفياض مجموعة من المؤلفات التاريخية ومنها:
- تاريخ البرامكة (نكبة البرامكة) - طبع في بغداد، 1948.
- مشاهداتي في تركيا - طبع في بغداد، 1956.
- الثورة العراقية الكبرى 1920 - طبع في بغداد، 1962.[5]
- مشاهداتي في إيران سنة 1967 - طبع في بغداد، 1967.
- مشاهداتي في ألمانيا الديمقراطية - طبع في بغداد، 1972.
- التاريخ فكرةً ومنهجاً: دراسة في التاريخ وأصول بحثه - طبع في بغداد، 1972.
- تاريخ العرب - بالاشتراك مع محمد حسن العضاض، وهو كتاب للمنهج المدرسي.
- الإجازات العلمية عند المسلمين - طبع في بغداد، 1967.
- مشكلة الأراضي في لواء المنتفك - طبع في بغداد، 1956.
- محاضرات في تاريخ صدر الاسلام والدولة الأموية - طبع في بغداد، 1967.
- تاريخ الإمامية وأسلافهم من الشيعة منذ نشأة التشيع حتى مطلع القرن الرابع

الهجري - 1968.
- تاريخ بلادك وأمتك، (بالاشتراك مع أحد زملائه) - كتاب تاريخ للمنهج المدرسي.
- تاريخ التربية عند الامامية وأسلافهم من الشيعة.
- الحركة الفدائية في الإسلام قديماً وحديثاً.

قال عنه الأستاذ محمد هادي الأمين في كتابهِ «معجم رجال الفكر والأدب في النجف خلال ألف عام» المطبوع في النجف سنة 1964: «إن الدكتور الفياض كاتب قدير، ومؤرخ جليل ومؤلف مكثر».

## وفاته
توفي عبد الله الفياض في بغداد سنة 1983. عن عمر ناهز 65 عاماً تاركاً إرثاً وتراثاً علمياً واسعاً، وأقامت كلية التربية في جامعة ذي قار ندوة حول فكره التاريخي يوم الأحد 10 أيار 2009.